# Caesars gåva
Caesars gåva (fr. Le Cadeau de César) är det tjugoförsta i en serie av klassiska seriealbum, skrivna av René Goscinny och illustrerade av Albert Uderzo, båda fransmän, vars huvudperson är den modige gallern Asterix. Serien publicerades ursprungligen 1974. Albumet publicerades på franska 1974 och gavs ut på svenska 1977.

## Handling
Det hela börjar med att en full legionär, Romeomontagius, blir arresterad dagen före sin pensionering. När man pensionerades från den romerska krigsmakten så kunde det hända att man fick en bit av land av Julius Caesar. Romeomontagius fick den lilla galliska byn som vi alla känner så väl. På vägen till byn så stannar han på ett värdshus för att släcka sin törst, men då han inte har något att betala med ger han krogägaren, Ortopedix, byn. Ortopedix och hans familj ger sig iväg till byn.
När de kommer till byn blir deras vagn nästan träffad av en bautasten, som tillhör Obelix, som tränar Idefix att apportera dem. Ortopedix visar beviset på att byn är hans för Majestix, som nästan skrattar ihjäl sig, och säger att man kan inte ge bort något som inte äger. Ortopedix och hans familj blir förkrossade, så Majestix erbjuder dem att stanna. De tackar ja och startar ett värdshus bredvid Crabbofix fiskaffär. Men invigningen blir inte som de tror. Efter ett stort bråk tycker Ortopeidix att de skall åka tillbaka men hans fru Angina tycker inte likadant och kräver att Ortopedix ska bli hövding över byn.
Majestix blir inte glad men Miraculix påminner honom att Ortopedix har rätt att göra det. Vad som följer är en märklig valkampanj. Men för att göra saker ännu värre kommer Romeomontagius tillbaka och kräver att få byn. När Asterix slänger ut honom blir Romeomontagius rasande, och går direkt till det närmsta romerska lägret och kräver hjälp. Romarna går med på att hjälpa honom och gör förberedelser. Men ingen i byn vet om detta förutom Asterix som är ute och promenerar i skogen. Han upptäcker vad romarna gör men blir själv upptäckt. Han har inte någon trolldryck eftersom Miraculix vägrar att göra någon. Asterix försöker varna byn, men Majestix och Ortopedix är fullt uppe i en debatt och låter sig därför inte bli störda. Först när byn blir attackerad märker de något och Miraculix lagar till trolldrycken. Vad som följer är en vanlig seger för gallerna och alla blir sams i slutet. Ortopedix bestämmer sig dock för att flytta tillbaka till sin ursprungliga hemstad; Lutetia.